# Jacques Baratier

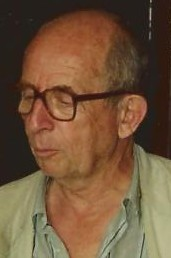
Jacques Baratier, 1993

Jacques Albert Marie Jean Baratier (* 8. März 1918 in Montpellier, Frankreich; † 27. November 2009 in Antony, Frankreich) war ein französischer Filmregisseur, Drehbuchautor und Filmproduzent.

## Leben und Wirken
Baratier sollte auf Wunsch seines Vaters, eines Bankiers, Jura studieren und schloss bereits 1938 mit seiner Lizenz ab. Anschließend ließ er sich zum Militär einziehen und diente bei den Fliegern in der damaligen französischen Kolonie Marokko. Nach Kriegsende 1945 mischte sich Baratier unter namhafte Pariser Künstler (Dichter, Maler, Musiker), wo in ihm der Entschluss reifte, sich als Maler zu versuchen und kehrte daraufhin nach Nordafrika zurück. In der Wüste Sahara stieß Baratier auf eine französische Filmcrew, die gerade die Abenteuergeschichte L’escadron blanc drehte. Fasziniert von diesem Medium, bat Baratier, als Regieassistent an den Dreharbeiten mitwirken zu können. Jacques Baratier blieb für kurze Zeit Regieassistent, begann aber zeitgleich (1948) eigene, kurze Filme zu inszenieren. Sein Kurzfilm Die Nacht in Paris wurde auf der Berlinale mit dem Goldenen Bären ausgezeichnet.
Mit seinem 1957 in Tunesien entstandenen Langfilmdebüt Goha landete Baratier im darauf folgenden Jahr bei den Filmfestspielen von Cannes einen großen Erfolg und erhielt sogar den Jury-Preis. Darüber hinaus stellte er mit diesem Film den bis dahin außerhalb Ägyptens komplett unbekannten Nachwuchsmimen Omar Sharif erstmals einem internationalen Publikum vor. Auch die gebürtige Tunesierin Claudia Cardinale, die im darauf folgenden Jahrzehnt ein internationaler Star werden sollte, wirkte mit einer Nebenrolle als eine Hausangestellte in Goha mit. Es war auch Cardinales erster abendfüllender Spielfilm.
Baratiers Output in den kommenden Jahrzehnten blieb spärlich und war bisweilen von eklektischer Natur. Auf die stargespickte, reflektorische Filmparodie Bonbons mit Pfeffer (1963) folgten die skurrile Adelskomödie L’or du duc, die Satire La ville bidon und schließlich die Initiationsgeschichte mit Softsexelementen Haben Sie Interesse an der Sache?, die international ein beachtlicher Kassenerfolg wurde. Baratiers sehr uneinheitliches Œuvre (darunter auch Dokumentationen), das sich auch bisweilen etwas sperrig gab und nicht dem Massengeschmack entsprach, führte dazu, dass, obwohl er der Filmemacher-Generation rund um die Nouvelle Vague angehörte, Baratier zu keinem Zeitpunkt ein hoch angesehener Kultregisseur wie etwa seine Kollegen Louis Malle, François Truffaut, Claude Chabrol oder Jean-Luc Godard wurde. Das Gros seiner Arbeiten wurde nicht sonderlich stark beachtet und fand im Ausland nur selten einen Verleih.
Ab Mitte der 1970er Jahre erhielt er kaum mehr die Möglichkeit zu inszenieren. Jacques Baratier, der gelegentlich auch in den eigenen Filmen wie auch in Inszenierungen von Kollegen wie Jacques Demy (Die Mädchen von Rochefort) und Jane Birkin (Boxes) vor die Kamera trat, starb 91-jährig, als er gerade wieder einen Film, Le Beau Désordre, inszenierte. Diese Arbeit blieb unvollendet.

## Ehrungen
- 2007: Kommandeur des Ordre des Arts et des Lettres[1]

## Filmografie
- 1948: Les Filles du soleil (Kurzfilm)
- 1949: Désordre (Kurzfilm, auch Drehbuch)
- 1951: La Cité du midi (Kurzfilm)
- 1952: La Vie du vide (Kurzfilm)
- 1954: Histoire du Palais ideal (Kurzfilm)
- 1955: Pablo Casals (Dokumentarkurzfilm)
- 1956: Die Nacht in Paris (Paris la nuit) (Kurzfilm, auch Drehbuch)
- 1957: Goha
- 1962: Die Puppe (La poupée) (auch Produktion)
- 1963: Bonbons mit Pfeffer (Dragées au poivre) (auch Co-Drehbuch)
- 1964: Èves Futures (Kurzfilm, auch Drehbuch)
- 1965: L’Or du duc (auch Drehbuch)
- 1967: Le Désordre à vingt ans (Dokumentarfilm)
- 1968: René Claire (Fernsehdokumentation)
- 1969: Les Indiens (Kurzfilm)
- 1970: Die Falle (Piège) (auch Co-Drehbuch)
- 1971: La Ville bidon (auch Co-Drehbuch und Filmrolle)
- 1974: Haben Sie Interesse an der Sache? (Vous intéressez-vous à la chose) (auch Co-Drehbuch und Filmrolle)
- 1975: Opération séduction (Kurzfilm, auch Drehbuch)
- 1983: L’Araignée de Satin (auch Co-Drehbuch, Filmrolle und Produktion, UA: 1986)
- 2003: Rien, voilà l’ordre (auch Co-Drehbuch)
- 2009: Le Beau Désordre (unvollendet)